# عبد الرحمان بن محمد الأول الزياني
 عبد الرحمان بن محمد الأول سلطان الدولة الزيانية الخامس عشر بتلمسان حكم لفترة وجيزة انتهت بخلعه.

## اسمه ونسبه
```
عبد الرحمن بن 
أبي عبد الله محمد الأول
 بن 
أبي حمو موسى
 بن أبي يعقوب يوسف بن أبي زيد عبد الرحمن بن أبي زكريا يحي بن 
يغمراسن بن زيان
 
العبدوادي
 
الزناتي
.
```

## حكمه
```
بويع بعد وفاة أبيه السلطان أبي عبد الله الأول المعروف بابن خولة بأوائل ذي القعدة سنة 813 هـ الموافق أوائل سنة 1411 م. و لم يدم ملكه إلا شهرين وأياما بعد أن ثار عليه عمه 
السعيد بن أبي حمو الثاني
 و خلعه أواخر محرم سنة 814 هـ الموافق أواخر مايو سنة 1411 م.
[
2
]
```

| سبقه أبو عبد الله محمد الأول | الدولة الزيانية | تبعه السعيد بن أبي حمو |